# Pletiu de la Carma
El Pletiu de la Carma és una coma al terme municipal de la Vall de Boí, a l'Alta Ribagorça, i dins la zona perifèrica del Parc Nacional d'Aigüestortes i Estany de Sant Maurici.
«El nom carma pot tenir diferents orígens: en aragonès, garmo vol dir petit prat on pasturen les cabres i engarmarse, quedar-se penjat en un espadat. Del basc kar-mo, tossal, del protobasc (k)harmo, pedra i del llatí cal-mi-s, calma».
Està situada sota el vessant oriental de la Serra Plana, al sud de l'Estany de la Llosa, entre els 2.210 i 2.225 metres, al capdamunt de la Coma de l'Estapiella.

## Rutes[3]
El punt de sortida és Toirigo, just passat el pont de l'entrada al parc per Cavallers. La ruta s'enfila cap a l'oest buscant el Barranc de Llubriqueto, just damunt el salt de la Sallent, i on el camí gira al nord-oest per arribar al Pla de la Cabana. En aquest punt s'agafa el camí que, direcció est, voreja el Bony de la Carma pel sud; que gira després cap al nord, per flanquejant la Coma de l'Estapiella per ponent, i trobar el nostre punt de destí, al capdamunt de la coma.